# Broughtonia
Broughtonia é um género botânico pertencente à família das orquídeas (Orchidaceae).

## Lista de espécies
- Broughtonia cubensis
- Broughtonia domingensis
- Broughtonia lindenii
- Broughtonia negrilensis
- Broughtonia ortgiesiana
- Broughtonia sanguinea